# Patricia Tarabini
Patricia Tarabini (n. 6 august 1968, La Plata, Buenos Aires, Argentina) este o jucătoare de tenis argentiniană, medaliată olimpică. A participat la 3 ediții ale Jocurilor Olimpice (1992, 1996, 2004) în care a câștigat o medalie de bronz.